# HMS King George V (1911)
HMS King George V là một thiết giáp hạm dreadnought của Hải quân Hoàng gia Anh Quốc, là chiếc dẫn đầu cho lớp King George V thứ nhất vốn được chế tạo ngay trước Chiến tranh Thế giới thứ nhất.
Những chiếc trong lớp King George V dài 597 ft (182 m), có trọng lượng choán nước 23.400 t (23.000 tấn Anh) và một dàn pháo chính bao gồm mười khẩu 13,5 in (340 mm) trên năm tháp pháo nòng đôi, chúng còn có dàn pháo hạng hai gồm mười sáu khẩu 4 in (100 mm). Thủy thủ đoàn đầy đủ thoạt tiên bao gồm 870 sĩ quan và thủy thủ, nhưng trong chiến tranh được tăng cường lên đến 1.110 người vào năm 1916.
George V cùng với một hải đội tàu chiến Anh Quốc được mời tham dự Tuần lễ Kiel vào năm 1914, ngay trước chiến tranh. Cuộc viếng thăm này được mô tả lại bởi Georg von Hase, một sĩ quan Đức được phân công tháp tùng Phó đô đốc George Warrender và đã ở lại trên tàu trong suốt cuộc viếng thăm. Các cuộc tranh tài thể thao được tổ chức tại Kiel giữa các đội Anh và Đức, nơi mà Đức thắng trong hầu hết các sự kiện ngoại trừ bóng đá. Kaiser Wilhelm II đã viếng thăm tàu trong một cuộc thị sát, ký tên vào sổ lưu niệm vốn mang nhiều cái tên nổi tiếng. Một cuộc tiếp tân được tổ chức trên tàu dưới sự tổ chức của chủ tiệc là Đô đốc phu nhân Warrender, khi mà mọi nhân vật nổi bật của Kiel đều được mời đến.
King George V đã tham gia trận Jutland trong thành phần chủ lực của Hạm đội Grand, dẫn đầu Đội 1 của Hải đội Chiến trận 2 vốn còn bao gồm các tàu chị em Ajax và Centurion; trước đó một chiếc cùng lớp, Audacious, đã bị chìm do trúng thủy lôi ngoài khơi bờ biển phía Bắc Ireland vào đầu chiến tranh. Những chiếc này đã sống sót qua cuộc chiến tranh, và cho đến năm 1924 tất cả đều được cho ngừng hoạt động. Bản thân King George V ngừng hoạt động vào năm 1919, được sử dụng như một tàu huấn luyện từ năm 1923 đến năm 1926, và bị tháo dỡ vào năm 1926.